# Маломіце (гміна)
Гміна Маломіце (пол. Gmina Małomice) — місько-сільська гміна у північно-західній Польщі. Належить до Жаґанського повіту Любуського воєводства.
Станом на 31 грудня 2011 у гміні проживало 5383 особи.

## Площа
Згідно з даними за 2007 рік площа гміни становила 79.50 км², у тому числі:
- орні землі: 45.00%
- ліси: 45.00%

Таким чином, площа гміни становить 7.03% площі повіту.

## Населення
Станом на 31 грудня 2011:
| Опис     | Загалом | Загалом | Чоловіки | Чоловіки | Жінки | Жінки |
| -------- | ------- | ------- | -------- | -------- | ----- | ----- |
| одиниця  | осіб    | %       | осіб     | %        | осіб  | %     |
| все      | 5383    | 100     | 2646     | 49.15    | 2737  | 50.85 |
| міське   | 3633    | 100     | 1772     | 48.78    | 1861  | 51.22 |
| сільське | 1750    | 100     | 874      | 49.94    | 876   | 50.06 |

## Сусідні гміни
Гміна Маломіце межує з такими гмінами: Жаґань, Осечниця, Шпротава.